# Jean-Frédéric de Schwarzbourg-Rudolstadt
Titre
Prince de Schwarzbourg-Rudolstadt
1er septembre 1744 – 10 juillet 1767
<small (22 ans, 10 mois et 9 jours)
Jean-Frédéric de Schwarzbourg-Rudolstadt est un prince de la maison de Schwarzbourg né le 8 janvier 1721 à Rudolstadt et mort le 10 juillet 1767 dans cette même ville. Il règne sur la principauté de Schwarzbourg-Rudolstadt de 1744 à sa mort.

## Biographie
Jean-Frédéric est le seul fils du prince Frédéric-Antoine et de son épouse Sophie-Wilhemine de Saxe-Cobourg-Saalfeld. Il succède à son père à sa mort, en 1744.
Comme il n'a pas de fils, c'est son oncle Louis-Gonthier II qui lui succède.

## Mariages et descendance
Jean-Frédéric se marie le 19 novembre 1744 à Eisenach avec la princesse Bernardine-Christiane-Sophie de Saxe-Weimar-Eisenach (1724-1757), fille du duc Ernest-Auguste Ier. Ils ont six enfants :
- Frédérique-Sophie-Auguste de Schwarzbourg-Rudolstadt (bg) (1745-1778), épouse en 1763 le prince Frédéric-Charles de Schwarzbourg-Rudolstadt ;
- une fille (1746-1746) ;
- un fils (1747-1747) ;
- Sophie-Ernestine (1749-1754) ;
- Wilhelmine (1751-1780), épouse en 1766 le prince Louis de Nassau-Sarrebruck ;
- Henriette-Charlotte (1752-1756).